# Cirrhilabrus sanguineus
Cirrhilabrus sanguineus är en fiskart som beskrevs av Cornic, 1987. Cirrhilabrus sanguineus ingår i släktet Cirrhilabrus och familjen läppfiskar. IUCN kategoriserar arten globalt som livskraftig. Inga underarter finns listade i Catalogue of Life.